# Randaberg
Randaberg é uma comuna da Noruega, com 24 km² de área e 9 085 habitantes (censo de 2004).         